# Xã North Linn, Quận Christian, Missouri
Xã North Linn (tiếng Anh: North Linn Township) là một xã thuộc quận Christian, tiểu bang Missouri, Hoa Kỳ. Năm 2010, dân số của xã này là 889 người.